# Atlantisch orkaanseizoen 1956
Het Atlantisch orkaanseizoen 1956 duurde van 1 juni 1956 tot 30 november 1956. Het seizoen 1956 was wat activiteit betreft een beneden normaal seizoen. Er waren 10 tropische cyclonen; zeven daarvan kregen een naam en hadden dus tropischestormstatus bereikt. Van de overige drie was er één tropische storm, die geen naam kreeg, een subtropische storm en een tropische depressie. Van de zeven gedoopte cyclonen wakkerden er vier aan tot een orkaan.
Er waren dit seizoen twee majeure orkanen, dat wil zeggen van de derde categorie en hoger. De sterkste orkaan was Betsy, die op Puerto Rico landde en 27 mensenlevens eiste. De meeste tropische cyclonen bleven dat seizoen echter boven zee. In totaal vielen er 76 slachtoffers en richtten de tropische cyclonen gezamenlijk $67,8 miljoen schade aan ($467,7 miljoen gecorrigeerd voor inflatie naar 2005).

## Cyclonen

### Tropische storm zonder naam

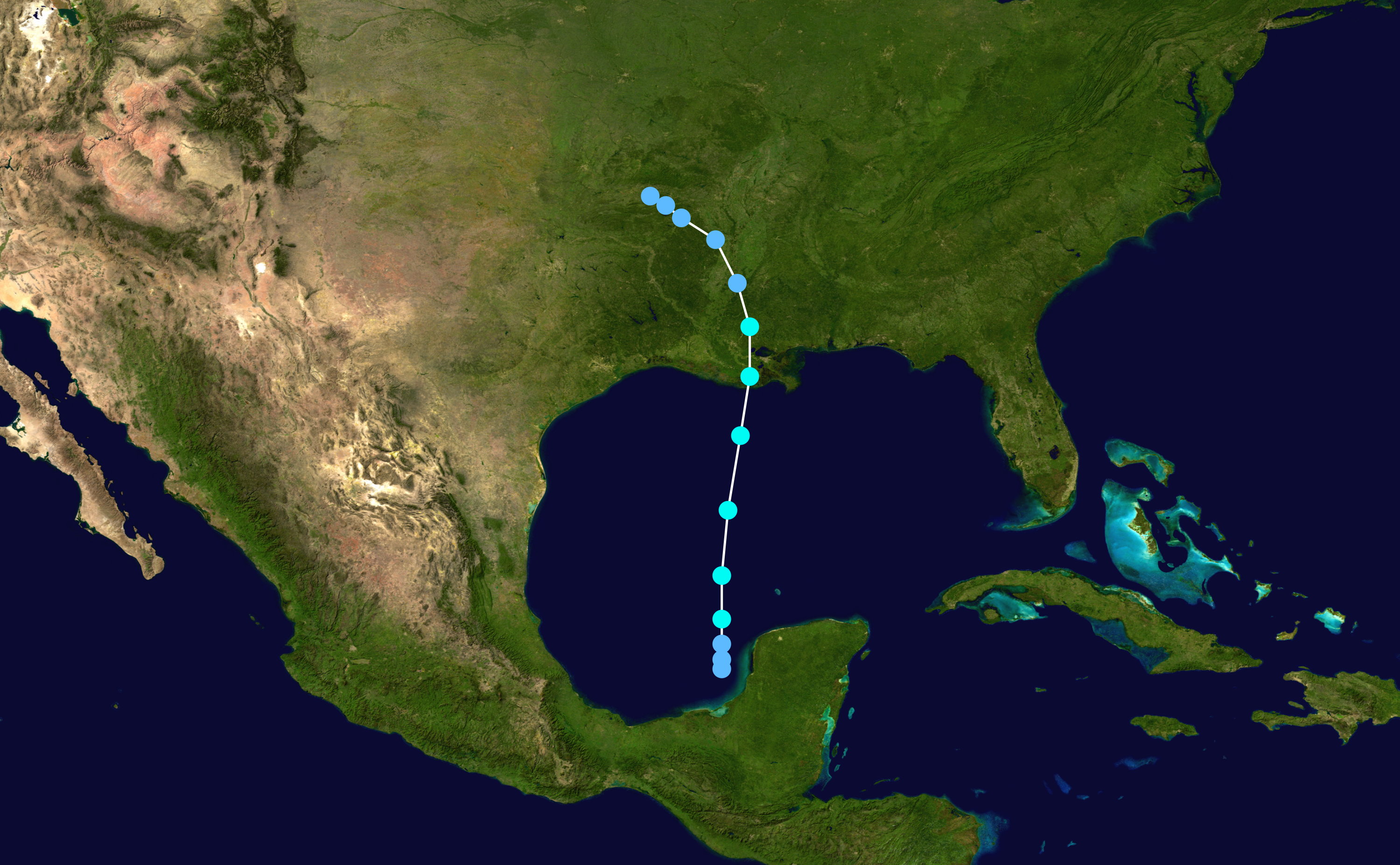
Tropische storm 1

Op 9 juni lag er een polaire trog van lage druk voor de Amerikaanse oostkust, dat in tweeën brak. Het noordelijke gedeelte trok naar het oosten weg, maar het zuidelijke gedeelte dreef zuidwestwaarts over Florida en de Golf van Mexico. Daar ontmoette het systeem een tropische golf, die over Zuid-Florida, het westen van Cuba en Yucatán was getrokken. De twee systemen smolten samen en kwamen boven de Golf van Campeche terecht waar zij op 12 juni een (sub)tropische depressie vormden. De (sub)tropische depressie trok noordwaarts en had enige subtropische kenmerken, zo leek het systeem een koude kern te bezitten. Toch werd de depressie als tropisch beschouwd en promoveerde op 12 juni tot tropische storm. De volgende dag bereikte tropische storm 1 zijn hoogtepunt met windsnelheden tot 92 km/uur en een minimale druk van 1004 hPa, voordat hij landde op de kust van Louisiana.
De tropische storm veroorzaakte zware regenval tot meer dan 150 mm in Grand Isle, Louisiana. Toch was de regen welkom; zij beëindigde een droogte waar de agrarische sector mee te kampen had en de voordelen wogen zeker op tegen de schade van $50.000,- (niet gecorrigeerd voor inflatie), die de storm teweegbracht. Dit was echter gerekend buiten de vier mensen, die door verdrinking om het leven kwamen als gevolg van tropische storm 1. Tropische storm 1 trok over Louisiana en Mississippi en draaide boven land meer en meer naar het noordwesten. Tropische storm 1 degradeerde op 14 juni boven Arkansas tot tropische depressie, die de volgende dag boven het westen van Arkansas verdween.

### Tropische depressie, niet nader omschreven
Begin juli lag er een trog van lage druk in de middelste lagen van de atmosfeer boven de Golf van Mexico. Dit met koude lucht gevulde systeem deed een circulatie on zich aan het aardoppervlak ontstaan, waaruit op 4 juli een tropische depressie werd geboren, die noordoostwaarts trok. Op 6 juli landde de tropische depressie nabij Pensacola in Florida. De overstromingen ten gevolge van de tropische depressie veroorzaakte $503.000,- schade (niet gecorrigeerd). De tropische depressie eiste geen mensenlevens.

### Orkaan Anna

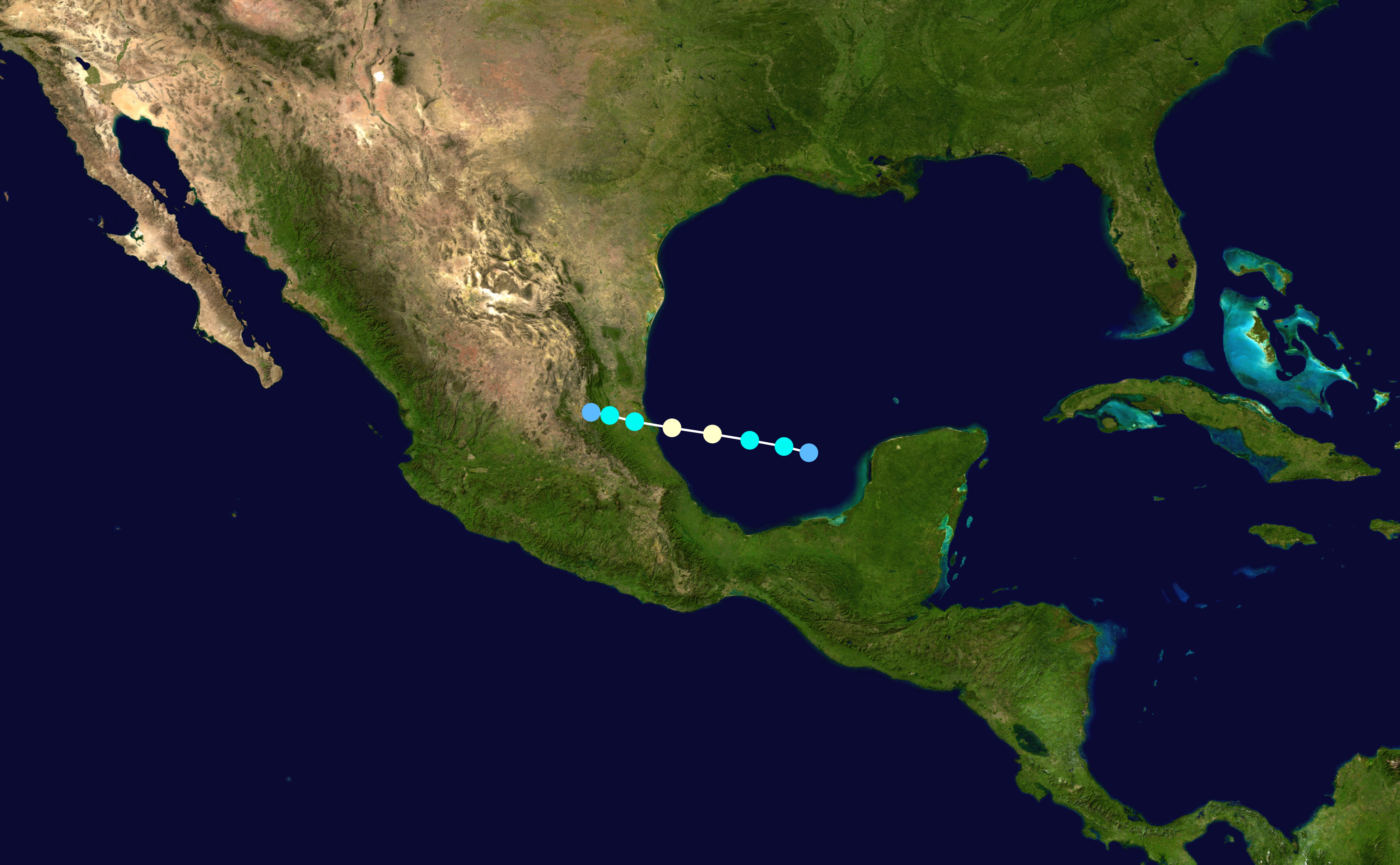
Anna boven de Golf van Campeche en over Tamaulipas.

Op 20 juli passeerde een tropische golf over de Bovenwindse Eilanden en koerste de Caraïbische Zee binnen. De tropische golf trok verder westwaarts en op 23 juli strekte hij zich uit vanaf Midden-Cuba tot aan Panama, toen hij onder een hogedrukgebied op grote hoogte doorschoof. Hierdoor ontwikkelde het systeem zich; de tropische onweersstoring trok op 24 juli het schiereiland Yucatán over, waar het misschien al een gesloten circulatie ontwikkelde. Zeker is, dat er op 25 juli boven de Golf van Campeche sprake was van een tropische depressie, die enkele uren later op 26 juli promoveerde tot tropische storm Anna. Anna trok westnoordwestwaarts, richting de Mexicaanse kust. Later op 26 juli promoveerde Anna tot orkaan en bereikte op 27 juli haar hoogtepunt met windsnelheden tot 130 km/uur en een minimale druk van 1002 hPa, vlak voordat zij net ten zuiden van Tampico in Tamaulipas aan land ging. Aan land degradeerde Anna snel tot tropische storm, die nog op 27 juli boven de Oostelijke Sierra Madre verdween. Anna zette de binnenstad van Tampico blank en rukte daken van huizen. Huizen in de armere wijken van Tampico moesten het vooral ontgelden. Toch vielen er geen slachtoffers ten gevolge van Anna en niemand raakte ernstig gewond. Anna richtte $50.000,- schade aan (niet gecorrigeerd).

### Orkaan Betsy, Sint-Claraorkaan

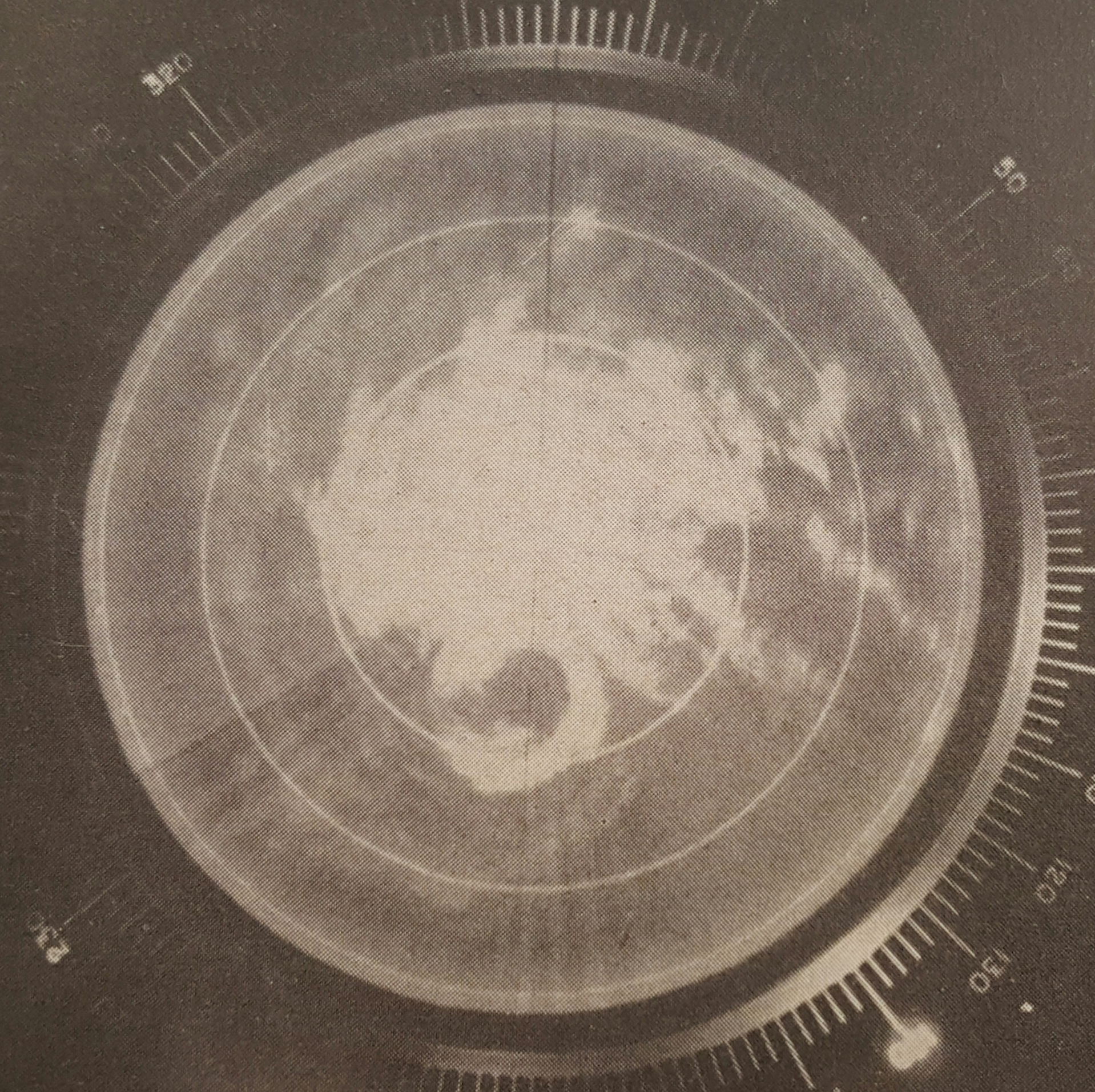
Betsy op 12 augustus in de nabijheid van Puerto Rico. Aan de onderkant van de foto is het oog duidelijk te zien.

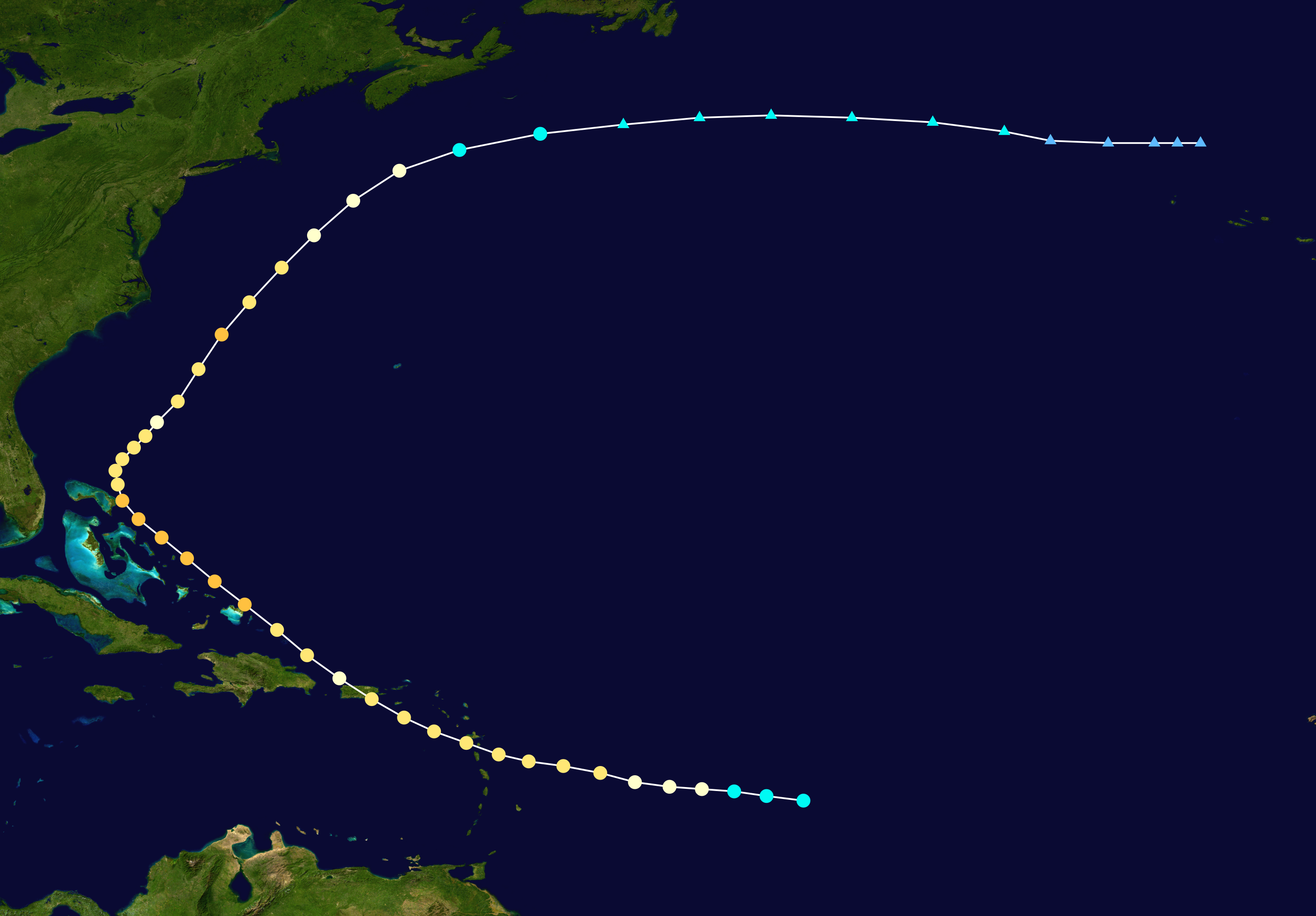
De koers van Betsy.

Begin augustus trok het hogedrukgebied, dat zich van de Azoren tot Bermuda uitstrekte, naar het noordoosten weg, waardoor in de hogere lagen van de atmosfeer boven de tropen koudere lucht terechtkwam. Eerder was de weg voor koudere lucht naar deze gebieden door het hogedrukgebied afgesneden. Daardoor ontstonden grote temperatuursverschillen tussen het aardoppervlak en hoog in de atmosfeer. Als er een tropische golf in zulke instabiele omstandigheden terechtkomt, kan deze zich gemakkelijk ontwikkelen. Op 6 augustus trok zulk een tropische golf voor de Afrikaanse kust westwaarts langs de 33ste meridiaan. Waarschijnlijk was het deze golf, waaruit Betsy is voortgekomen. Helemaal zeker is dat niet, omdat er geen waarnemingen beschikbaar zijn tussen 6 augustus en 9 augustus toen tropische storm Betsy voor het eerst ontwaard werd nabij 13,5 NB°, 47,2 WL°. Die dag en de dag erop rapporteerden verschillende schepen in het gebied over de tropische storm. Op 10 augustus werd er een verkenningsvliegtuig gestuurd, dat een kleine, orkaan van de derde categorie aantrof met windsnelheden tot 194 km/uur, een minimale druk van 976 hPa en met een goed ontwikkeld oog van 16 km in doorsnede.
Betsy trok westnoordwestwaarts en bereikte op 11 augustus de Bovenwindse Eilanden. Betsy landde die dag op het eiland Marie-Galante en passeerde daarna tussen Îles des Saintes en Basse-Terre, alle in het Franse departement Guadeloupe. Op Guadeloupe werden winden tot 194 km/uur waargenomen. Er vielen 18 slachtoffers in het gebied. Betsy richtte er voor $10 miljoen schade aan, voornamelijk aan de landbouw. De bananen-, papaja-, kokospalm- en broodboomteelt werd grotendeels vernietigd. Daarna draaide Betsy meer naar het noordwesten, nam in kracht af en passeerde op 45 km ten zuiden van Saint Croix van de Amerikaanse Maagdeneilanden. Op 12 augustus GMT (11 augustus lokale tijd, de naamdag van Sint Clara) bereikte Betsy de zuidkust van Puerto Rico, waardoor Betsy op het eiland onder de naam Sint-Claraorkaan bekendstaat.
Betsy trok over Puerto Rico en ging overal op het eiland gepaard van windsnelheden van orkaankracht, behalve in het zuidwesten van het eiland, dat achter enkele bergen beschut ligt. Betsy eiste 9 doden op Puerto Rico en veroorzaakte $25,5 miljoen schade op het eiland. Daarna nam Betsy weer iets in kracht toe en passeerde op 13 augustus langs de Turks- en Caicoseilanden en San Salvador op de Bahama's. Betsy draaide nu naar het noorden en noordoosten en trok langs de Amerikaanse oostkust over de Oceaan. Op 18 augustus degradeerde Betsy tot tropische storm ten zuiden van Nova Scotia, die even later haar tropische kenmerken verloor. In totaal eiste Betsy 27 slachtoffers en richtte voor $36 miljoen schade aan ($250 miljoen gecorrigeerd voor inflatie naar 2005). Ondanks de verwoestingen en slachtoffers werd de naam Betsy niet geschrapt en in het seizoen 1965 opnieuw gebruikt. De orkaan Betsy van 1965 gaf wel aanleiding tot het schrappen van haar naam.

### Tropische storm Carla

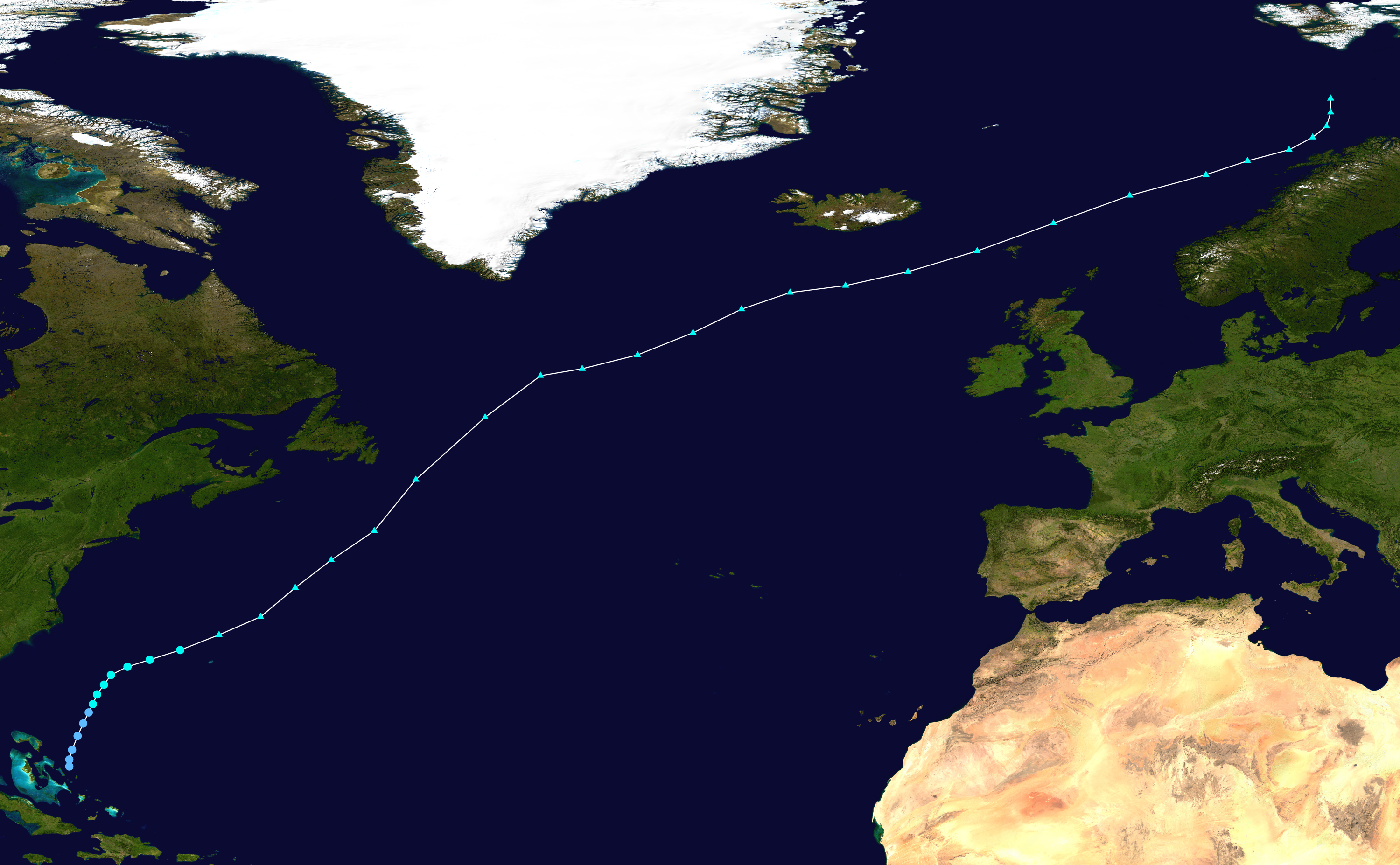
Carla's koers

Op 5 september trok een tropische onweersstoring de zuidelijke Bahama's binnen en op dat moment begon zich een gesloten circulatie zich in het systeem af te tekenen, zodat er sprake was van een tropische depressie. De tropische depressie trok noordnoordwestwaarts en promoveerde zes uur later op 5 september tot tropische storm Carla.